# Vittenc
Vittenc (szlovákul: Chtelnica) község Szlovákiában, a Nagyszombati kerületben, a Pöstyéni járásban.

## Fekvése
Pöstyéntől 22 km-re délnyugatra, a Vittenci-patak partján fekszik.

## Története
A település első írásos említése 1208-ból származik Wytelnize alakban. Eredetileg a falu a mai felső templom körül alakult ki. A templom elődje a 13. század végén épült Keresztelő Szent János tiszteletére, valószínűleg többször átépítették. A templomot és plébánosát az 1332 és 1337 között kelt pápai tizedjegyzék is említi. Az 1634-es egyházi vizitáció már félig romosnak írja le. A mai kis templom az eredetinek csak mintegy felét teszi ki. A templom körül a 18. század végéig temető is volt.
Luxemburgi Zsigmondtól 1398-ban Wytench kiváltságokat kapott és gyorsan fejlődött. Stibor vajda 1423-ban kelt oklevele már „oppidiumnak”, azaz mezővárosnak nevezi. Kiváltságait később II. Mátyás és III. Károly is megerősítették. A 15. század első felében pestis pusztította és a század második felének háborús eseményei is érintették. A 16. század első felétől délről, a török támadások elől menekülő lakosság – főként horvátok, köztük nemesek is – érkezett ide. Néhányuk utódai még ma is élnek a községben. Jövedelmeik egyik legfőbb forrását a malmok jelentették. A Celkovoknak például a 17–18. században legkevesebb hat malmuk volt. 1583-ban Ungnad Kristóf horvát főúr, Jókő várának ura nagyszabású reneszánsz várkastélyt építtetett itt, mely a település meghatározó épülete lett. A kastélyt később többször átépítették, a legjelentősebb az 1769-es barokk átépítés volt. A kastély alatt tágas pince húzódik. A 19. század közepén Pálffy József a kastély köré szép angolparkot építtetett, értékes faritkaságokkal és halastóval. A települést a 18. század elején nagy pestisjárvány sújtotta. Ennek emlékére építették 1713-ban a Szentháromság-templomot, az ún. alsó templomot. 1826 és 1834 között itt működött Nyitra vármegye első gyógyintézete.
Vályi András szerint: „VITTENCZ. Telnitz. Tót Mezőváros Nyitra Várm. földes Ura Gr. Erdődy Uraság, lakosai katolikusok, fekszik Pöstyénhez 2 mértföldnyire; határjának földgye közép termékenységű, fája van, szőleji tágasak, és termékenyek, legelője, réttye jó."
Fényes Elek szerint: „Vittencz, (Chtelnicz), Nyitra m. tót m. v. Poson vmegye szélén, 2051 kath., 1 evang., 166 zsidó lak., kik földmivelők, mesteremberek, és fuvarosok. Kath. paroch. templom; synagoga; diszére szolgál a grófi palota, egy gyönyörü angol kerttel együtt, s az egy órányira lévő vadászkastély, a vadaskert, mellyben különösen sok vaddisznó találtatik. Határa középszerű; szőlőhegye tágas; erdeje nagy és szép s vizimalma van. Lakosai közt számos a posztó csináló és varga. F. u. gr. Erdődy Józsefnő (sic!). Ut. p. Galgócz.”
Borovszky monográfiasorozatának Nyitra vármegyét tárgyaló része szerint: „Vittencz nagy község, a Kis-Kárpátok alatt, Jókőtől délkeletre, 8 kilométerre, nem messze a pozsonymegyei határszéltől. Lakosainak száma 1631, kik közt néhány magyar, 153 német, a többi tót. Vallásuk r. kath. (129 izraelita). Postája helyben van, táviró- és vasúti állomása N.-Kosztolány. Vittencz, – Zsigmond király 1398-ban kelt adománylevele szerint Wytench – régi kiváltságos község, amiről számos más létező oklevél is tanúskodik. Stibor vajdának az ottani plébánia levéltárában őrzött és 1423-ban kelt adománylevele a községet már akkor »Major Vittencze oppidum«-nak nevezi. A község levéltárában pedig II. Mátyásnak 1611-ben és III. Károlynak 1712-ben kelt okmányait őrzik, melyek szintén a község kiváltságaira vonatkoznak. Az utas az országutról, magas domboldalról a község főterére ereszkedik le, melyen túl, szintén domboldalon, gróf Pálffy Józsefnek díszes, nagyszabásu várkastélya tünik szemébe, körülötte négy oldalról egy-egy emeletes, toronyszerü, manzardtetős lakóház. E kastélyt 1603-ban báró Ungnad Kristóf, akkoriban a jókői uradalom ura építtette. Ungnad leányát, Anna Máriát Erdődy Tamás vette nőül és így került öröklés útján gróf Pálffy József birtokába. A kastély mögött és oldalt nagy kiterjedésü, szép park terül el, előtte pedig gyönyörü kettős fasor vonúl végig, messze, egész a községen túl levő uradalmi épületekig. Gróf Pálffy Józsefnek itt nagy uradalma, mintagazdasága és híres ló-, juh- és marhatenyésztése van. A kastély egyszerü, de nemes ízléssel van berendezve. Rendkivül érdekesek az ott nagy mennyiségben elhelyezett régi aczélmetszetek, vadászati képek és trofeumok. A helységben két kath. templom van. Az egyik, az u. n. „Felső” templom 1489-ben épült és czinteremmel van körülvéve. A u. n. „Alsó” templom építését a XVII. század elején kezdték meg, de csak 1644-ben fejeztette be gróf Erdődy György és neje Rákóczy Eszter. Kegyura gróf Pálffy József. Az izraelitáknak is van itt zsinagógájuk, melyet a mult század második felében az Erdődy család építtetett. A községtől nem messze van a Szent-Rókus kápolna, ahova a hívők minden év Szt-Rókus napján körmenetekben zarándokolnak. Hogy Vittencz és környéke a különböző korok harczai alatt is szenvedett, bizonyítja elsősorban az 1371. évi Canonica visitatio, a mely több elpusztult telekről emlékszik meg; 1685-ben pedig 36 féltelkes és 42 negyedtelkes ház állott pusztán. Hagyomány szerint a község valaha mintegy 12-13 kilométernyivel odább, észak felé, a Sztara-Chtelnicza nevü dülőn feküdt, valamely katasztrófa következtében elpusztult és a lakosok a mostani helyen telepedtek meg. Vittencz közelében ered a Vitek-patak, mely a községen keresztül folyik és csekély vize daczára hóolvadáskor, vagy nagy zápor után árvízzel fenyegeti a lakókat. Nagy esése folytán Vittenczig és a községnél hat malmot hajt. A lakosok nagy része a földmívelésen kívül a kőmives-, ács- és csizmadia-ipart űzi. Van itt egy társaskör is, mig a Felvidéki magyar közművelődési egyesület jól berendezett és hazafias missziót teljesítő óvódát tart fenn. Nemesi birtokok voltak itt elsősorban a vittenczi vár és uradalom, melyet II. Rudolf adományozott 1586-ban Ungnád Kristófnak; továbbá Horváth Gáspár kuriális birtoka szintén a XVI. században, Dejtey Jánosé, ki azt Thurzó nádortól, a király körül szerzett érdemeiért kapta, továbbá Gáspár Jánosné; a XVII. század közepén a Radványi és a Markhot családnak volt itt nemesi birtoka, mely utóbbi nemesi előnevét is e községtől nyerte. 1741-ben a Rády családnak, 1760-ban a Nevedyeknek, 1769-ben a Faraghó és Ádámffy családnak, 1781-ben a Zmertich, Jankovics, Roznics és Boltizsár és 1830-ban a Gáspár családnak. A kath. templom edényei közt több nagy értékü, régi, leginkább góthikus ötvösmű van."
A trianoni diktátumig Nyitra vármegye Pöstyéni járásához tartozott.

## Népessége
| Év:            | 1994. | 2004.   | 2014.   | 2024.   |
| -------------- | ----- | ------- | ------- | ------- |
| Emberek száma: | 2524  | 2551    | 2593    | 2510    |
| Eltérés:       |       | +1,06 % | +1,64 % | -3,20 % |

| Év:            | 2023. | 2024.   |
| -------------- | ----- | ------- |
| Emberek száma: | 2529  | 2510    |
| Eltérés:       |       | -0,75 % |

1910-ben 1950 lakosából 1759 szlovák, 109 német, 64 magyar és 18 egyéb anyanyelvű volt.
2001-ben 2537 lakosából 2522 szlovák volt.
2011-ben 2589 lakosából 2461 szlovák volt.

## Neves személyek
- Itt született 1718-ban Markhot Ferenc, a 18. századi magyar orvostörténet kimagasló személyisége, Heves és Külső-Szolnok vármegyék főorvosa.
- Itt született 1819-ben Hulényi István kanonok.[6]
- Itt született ifj. Abay Nemes Gyula (1910–1971) orvos.

## Nevezetességei
- Keresztelő Szent János tiszteletére szentelt római katolikus temploma. A falu felső temploma már a 14. század első felében állt. A gótikus templom 1634-ben félig összedőlt, de reneszánsz stílusban újjáépítették. 1747-ben, 1781-ben és 1784-ben tűzvész pusztította. Tornya a 19. század elején épült.
- A Szentháromság tiszteletére szentelt, római katolikus templomát – az alsó templomot – 1713-ban építtette gróf Erdődy Gábor és felesége, Amadé Judit. 1784-ben és 1787-ben, a tűzvészekben súlyos károkat szenvedett. 1794-ben építették újjá. A templom melletti Kálvária szobrai 1800 körül készültek.
- Egy dombon áll a Pálffyaknak a 16. század végén épített, eredetileg reneszánsz várkastélya, melynek egyes részei régi erőd jellegét idézik.
- A Hétfájdalmú Szűzanya tiszteletére szentelt kápolnája 1737-ben épült barokk stílusban. A 19. század második felében átépítették.
- A Szent Kereszt-kápolna a 18. század elején épült.
- A Szent Rókus-kápolna a 17. század végén, egy pestisjárványt követően épült. A kápolnával átellenben állnak Keresztelő Szent János és Krisztus 1806-ban készített szobrai.
- Szent Flórián szobra 1756-ban készült.
- Nepomuki Szent János szobrát 1758-ban készítették.
- A Mária-oszlop 1711-ben készített népi alkotás.
- A plébánia épülete 18. századi, elődje a 14. században már állt.
- 16. századi eredetű kúriája a Horváth, Skerlec, Klementovics, majd a Radváni, Fabiankovics, Rozsics és Jedlicska családoké volt.